# 小行星1926
小行星1926（1926 Demiddelaer）是一颗绕太阳运转的小行星，为主小行星带小行星。该小行星于1935年5月2日发现。
該小行星以發現者歐仁·約瑟夫·德爾波特的孫女邁瑞爾·德米德拉爾（Mireille Demiddelaer）命名。

## 轨道参数
小行星1926的轨道半长轴为2.6566021 UA，离心率为0.108。